# Vélodrome Raymond-Poulidor
Le vélodrome Raymond-Poulidor est un vélodrome situé à Bonnac-la-Côte, dans le département français de la Haute-Vienne, ouvert en 2017 et inauguré en 2019.
L'infrastructure résulte d'une initiative de la communauté urbaine Limoges Métropole, qui en assure la gestion. Le site est animé par un comité inter-fédération réunissant la Fédération française de cyclisme et l'Union française des œuvres laïques d'éducation physique.
Le vélodrome est installé à proximité du bourg de Bonnac et jouxte la halle des sports et le stade municipaux. Il dispose d'un dôme gonflable et d'une piste de 250 m de long sur 7 de large.

## Histoire
Le vélodrome est ouvert aux sportifs en juin 2017. Son inauguration officielle a lieu le 3 juillet 2019 en présence de l'ancien cycliste professionnel Raymond Poulidor, qui lui donne son nom, et du champion du monde d'omnium et de course à l'américaine Benjamin Thomas. La piste porte quant à elle le nom d'André Raynaud, cycliste limousin champion du monde de demi-fond en 1936.
Sous-utilisé en raison de son inaccessibilité, route étroite, loin de Limoges, et soumis à des infiltrations d'eau en raison d'une toiture défaillante, le vélodrome bénéficie en 2021 de l'installation d'un système de déshumidification.